# مامبای سیاه
مامبای سیاه (Black Mamba) درازترین مار زهری آفریقا با میانگین طول ۲٫۵ تا ۳٫۲ متر (که در بعضی موارد تا ۴٫۵ متر نیز می‌رسد) می‌باشد . نام گذاری سیاه به دلیل رنگ تیره داخل دهان آن می‌باشد . سرعت این مار در حدود ۴٫۳۲ تا ۵٫۴ متر بر ثانیه ( معادل با ۱۶ تا ۲۰ کیلومتر بر ساعت ) بوده و از این رو سریعترین مار دنیا شناخته میشود همچنین در ردهٔ زهرآگین‌ترین مارهای خشکی جهان طبقه‌بندی می‌شود این مار بسیار عصبانی و تندخو می‌باشد .

## رفتار و بومی‌شناسی

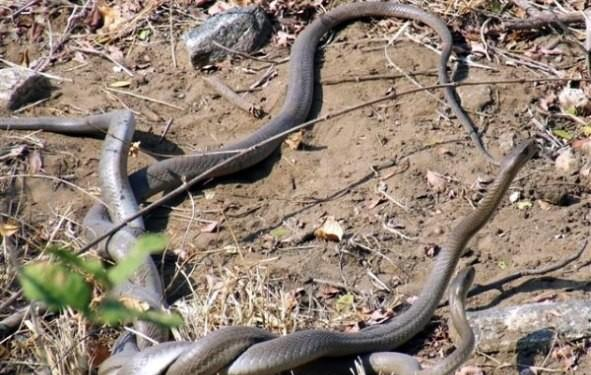
یک جفت مامبای سیاه نر در حال دعوا برای جفت گیری با مامبای سیاه ماده.

مامبای سیاه هم زمینی و هم درختی است. روی زمین، با سر و گردن بلند شده حرکت می‌کند و معمولاً از تپه‌های موریانه، لانه‌های متروکه، شکاف‌های صخره‌ها و شکاف‌های درختان به عنوان پناهگاه استفاده می‌کند. مامباهای سیاه روزگرد هستند. در آفریقای جنوبی، بین ساعت ۷ تا ۱۰ صبح و دوباره از ساعت ۲ تا ۴ بعدازظهر می‌خوابند. مامبای سیاه چابک و اغلب غیرقابل پیش بینی است و می تواند به سرعت حرکت کند.در طبیعت، مامباهای سیاه به ندرت نزدیک شدن انسان به فاصله نزدیکتر از ۴۰ متر (۱۳۰ فوت) را تحمل می کنند. وقتی تهدیدی را متوجه می‌شوند، به درون شکاف یا سوراخی عقب‌نشینی می‌کنند. هنگامی که با آن مواجه می‌شوید، احتمالاً در حالت اخطار قرار می‌گیرد، و دهان و زبان سیاه خود را آشکار می کند همچنین احتمالاً خش‌خش می‌کند و گردن خود را به صورت کلاهی شبیه به کبری‌ها در می آورد. در طی حرکات اخطار ، هر حرکت ناگهانی توسط مهاجم ممکن است مار را به انجام یک سری حملات سریع تحریک کند. اندازه مامبای سیاه و توانایی آن در بالا بردن سر خود در فاصله زیادی از زمین، آن را قادر می سازد تا ۴۰ درصد از طول بدن خود را به سمت بالا پرتاب کند، بنابراین نیش مامبا برای انسان می تواند در قسمت بالایی بدن اتفاق بیفتد.شهرت مامبای سیاه برای آماده بودن برای حمله اغراق آمیز است.  معمولاً با تهدیدهای درک شده مانند مسدود شدن حرکات و عدم توانایی عقب نشینی تحریک می شود.سرعت زیادی که به آن مشهور شده نیز کمی اغراق آمیز بیان شده است. این مار نمی تواند سریعتر از ۲۰ کیلومتر در ساعت ( ۵٫۵ متر در ثانیه ) حرکت کند. هنگام تولید مثل نرهای رقیب با کشتی به رقابت می پردازند و سعی می کنند با در هم تنیدگی بدن و کشتی گرفتن با گردن یکدیگر را تحت سلطه خود درآورند. برخی از ناظران این را با جفتگیری اشتباه گرفته اند. در طول جفت گیری، نر در حالی که زبان خود را تکان می دهد، روی پشت ماده می خزد و ماده با بلند کردن دم و ثابت ماندن، آمادگی خود را برای جفت گیری نشان می دهد. سپس نر خود را به اطراف انتهای خلفی ماده می پیچد و دم خود را به صورت بطنی با دم ماده تراز می کند. این عمل ممکن است بیش از دو ساعت طول بکشد و جفت بدون اسپاسم های گاه به گاه از نر بی حرکت بمانند. مامبای سیاه تخم‌ گذار است. ماده از ۶ تا ۱۷ تخم می گذارد. تخم ها به شکل بیضی دراز هستند، معمولاً ۶۰ تا ۸۰ میلی متر طول و ۳۰ تا ۳۶ میلی متر قطر دارند. زمانی که نوزادها از تخم بیرون می آیند، طول آنها بین ۴۰ تا ۶۰ سانتی متر است.  آنها ممکن است به سرعت رشد کنند و بعد از سال اول به ۲ متر برسند.  مامباهای سیاه کوچک بسیار تندخو هستند و می توانند مانند بزرگسالان کشنده باشند. مامبای سیاه تا ۱۱ سال زندگی می‌کند و ممکن است بیشتر عمر کند. مامبای سیاه معمولاً در یک لانه دائمی زندگی و در محدوده آن شکار می کند که اگر مزاحمتی وجود نداشته باشد، مرتباً به آن باز می گردد. بیشتر مهره‌داران کوچکی مانند پرندگان، به‌ویژه جوجه های لانه‌ساز و نوپا، و پستانداران کوچک مانند جوندگان، خفاش، خرگوش کوهی صخره و شب‌دوست را شکار می‌کند. آنها به طور کلی طعمه های خونگرم را ترجیح می دهند اما مارهای دیگر را نیز شکار می کنند. در منطقه ترانسوال در آفریقای جنوبی، تقریباً همه طعمه‌های ثبت‌شده نسبتاً کوچک بودند، عمدتاً شامل جوندگان و پستانداران کوچک یا نوجوان با اندازه‌های مشابه و همچنین پرندگان رهگذر بودند که تخمین زده می‌شود تنها ۱٫۹ تا ۷٫۸ درصد از توده بدن مامبا وزن داشته باشند. با این وجود، حکایت‌ها نشان داده‌اند که مامباهای بزرگ سیاه‌رنگ ممکن است به ندرت به طعمه‌های بزرگی مانند خرگوش کوهی صخره حمله کنند. مامبای سیاه معمولاً بعد از گاز گرفتن طعمه خود را نگه نمی دارد.  بلکه منتظر می ماند تا قبل از بلعیده شدن در معرض فلج و مرگ قرار گیرد.  سیستم گوارشی قوی مار برای هضم کامل طعمه در هشت تا ده ساعت ثبت شده است. مامباهای بالغ به جز پرندگان شکاری، شکارچیان طبیعی کمی دارند. عقاب مارخور قهوه‌ای شکارچی تأیید شده مامباهای سیاه بالغ، تا حداقل ۲٫۷ متر است. عقاب های دیگری به شکار یا حداقل خوردن مامباهای سیاه بالغ معروف هستند که عبارتند از عقاب خاکی و عقاب جنگی. خدنگ که تا حدودی در برابر سم مامبا مقاومت دارد و اغلب به اندازه کافی سریع است تا از نیش فرار کند ، گاهی اوقات مامبای سیاه را برای طعمه آزار می‌دهد یا آن‌ها را برای طعمه می‌برد و ممکن است آنها را در درختان تعقیب کند. گورکن عسل خوار نیز مقاومت خاصی در برابر سم مامبا دارد. تصور می‌شود مکانیسم در هر دو پستاندار این است که گیرنده‌های استیل کولین نیکوتین عضلانی آن‌ها به آلفا نوروتوکسین‌های مار متصل نمی‌شوند. مامباهای سیاه نیز در میان محتویات معده تمساح نیل یافت شده‌اند. مامباهای جوان در سرنگتی طعمه نوک شاخدار زمینی جنوبی، جغد دماغه و کرکس کلاه‌پوش هستند.

## زهر
تنها یک گزیدگی توسط این مار می‌تواند موجب فلج شدن شخص و سپس از کار افتادن دستگاه تنفسی شود و بین ۱۵ دقیقه تا ۳ ساعت پس از گزیدگی در صورت عدم اقدامات درمانی امکان مرگ وجود دارد.این مار بسیار خطرناک می‌تواند تا ۱۲ بار پیاپی قربانی یا قربانیان خود را نیش بزند. تنها یک نیش مامبای سیاه می‌تواند بین ۱۰ تا ۲۵ نفر را به کام مرگ بفرستد و زهر آن از نوع نوروتوکسین بسیار کارآمد و کشنده است که به سرعت عوارض خود را نشان می‌دهد.

## پراکندگی و محیط زندگی

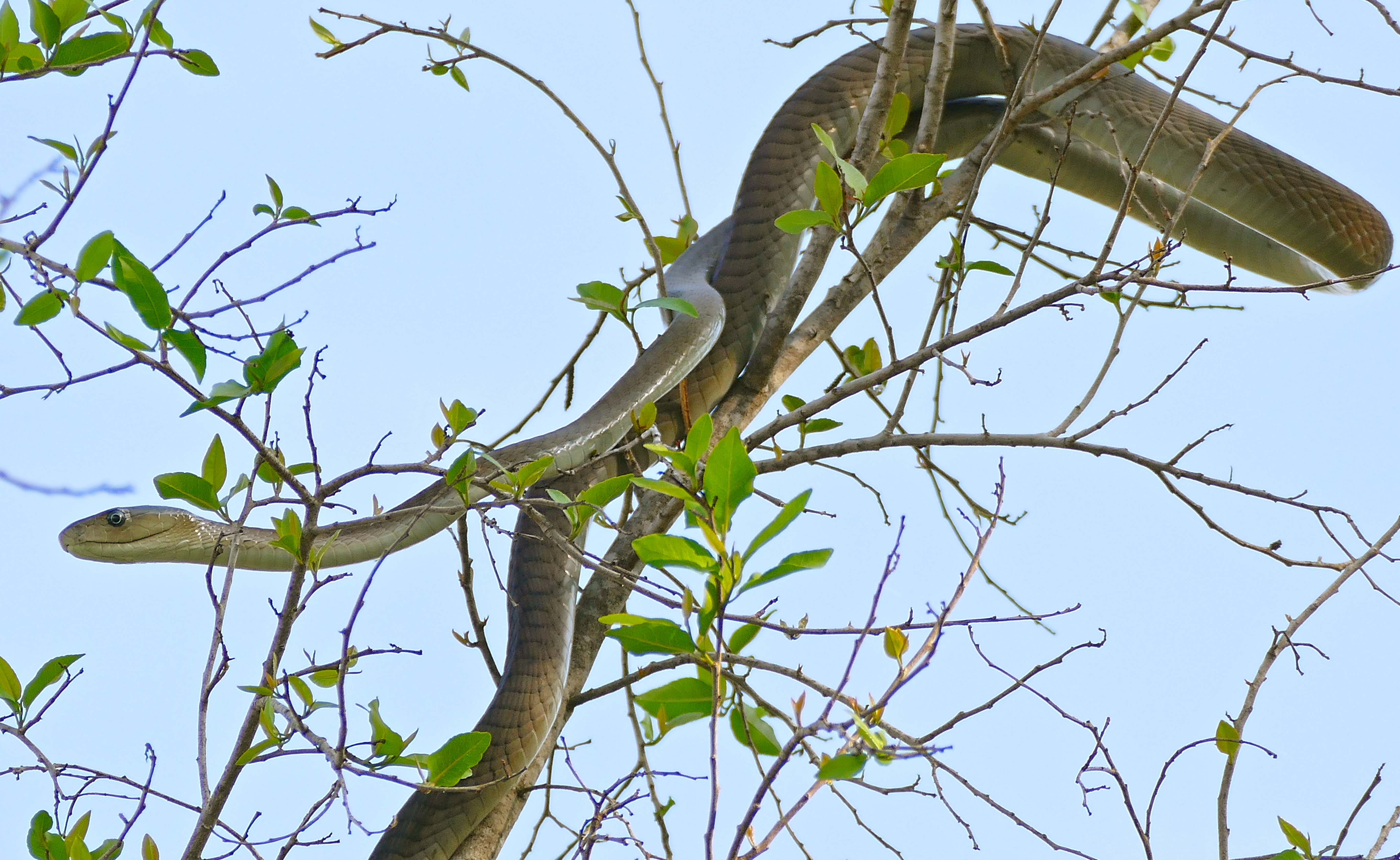
جاده H4-1 شمال لوور سابی، NP کروگر، مپومالانگا، آفریقای جنوبی

مامبای سیاه در محدوده وسیعی در جنوب صحرای آفریقا زندگی می‌کند.  محدوده آن شامل بورکینافاسو، کامرون، جمهوری آفریقای مرکزی، جمهوری دموکراتیک کنگو، سودان جنوبی، اتیوپی، اریتره، سومالی، کنیا، اوگاندا، تانزانیا، بروندی، رواندا، موزامبیک، نامیبیا، و آنگولا. توزیع مامبای سیاه در بخش‌هایی از غرب آفریقا مورد مناقشه قرار گرفته است.  در سال ۱۹۵۴، مامبای سیاه در منطقه داکار در سنگال ضبط شد.  این مشاهدات و مشاهدات بعدی که نمونه دوم را در سال ۱۹۵۶ در منطقه شناسایی کرد، تأیید نشده است و بنابراین توزیع مار در این منطقه بی‌نتیجه است. این گونه محیط های نسبتاً خشک مانند جنگل های سبک و بوته ها، رخنمون های صخره ای و ساوانای نیمه خشک را ترجیح می دهد. همچنین در جنگل‌های ساوانای مرطوب و دشت‌ها زندگی می‌کند. معمولاً در ارتفاعات بالاتر از ۱۰۰۰ متر (۳۳۰۰ فوت) یافت نمی‌شود، اگرچه پراکنش آن شامل مکان‌هایی در ارتفاع ۱۸۰۰ متری (۵۹۰۰ فوت) در کنیا و ۱۶۵۰ متری (۵۴۱۰ فوتی) در زامبیا است.  این گونه در فهرست قرمز اتحادیه بین‌المللی حفاظت از طبیعت (IUCN) از گونه‌های در خطر انقراض، به‌عنوان گونه‌ای با کمترین نگرانی رتبه‌بندی شده است، بر اساس گستره وسیع آن در سراسر جنوب صحرای آفریقا.